# ゴンサロ・メレロ
ゴンサロ・フリアン・メレロ・マンサナレス（Gonzalo Julián Melero Manzanares  ,  1994年1月2日 - ）は、スペイン・マドリード州マドリード出身のプロサッカー選手。ラ・リーガ・UDアルメリアに所属している。ポジションはMF。

## 来歴
2004年にレアル・マドリードのカンテラに入団。2013年にCチームに昇格。2014年7月にレアル・マドリード・カスティージャに昇格するも、翌2015年1月30日にセグンダ・ディビシオン所属のSDポンフェラディーナに移籍。2月27日のビルバオ・アスレティック戦で、移籍後初ゴールを決めた。
2016年7月27日、SDウエスカと契約。12月10日のUCAMムルシアCF戦で移籍後初ゴールを記録。2016-17シーズンは38試合16得点を記録。チームはセグンダ・ディビシオンで2位に入り、チーム創設58年目で初のラ・リーガ昇格を果たした。
2018-19シーズン開幕戦となった、2018年8月20日のSDエイバル戦に先発出場し、2-1の歴史的勝利に貢献。同月30日のジローナFC戦で、リーガ初ゴールを決めた。
2019年7月3日、レバンテUDと4年契約を結んだ。